# Nelliyalam
Nelliyalam é uma panchayat (vila) no distrito de The Nilgiris, no estado indiano de Tamil Nadu.

## Demografia
Segundo o censo de 2001,  Nelliyalam  tinha uma população de 42,400 habitantes. Os indivíduos do sexo masculino constituem 50% da população e os do sexo feminino 50%. Nelliyalam tem uma taxa de literacia de 74%, superior à média nacional de 59.5%: a literacia no sexo masculino é de 80% e no sexo feminino é de 67%. Em Nelliyalam, 13% da população está abaixo dos 6 anos de idade.